# Alain Couderc

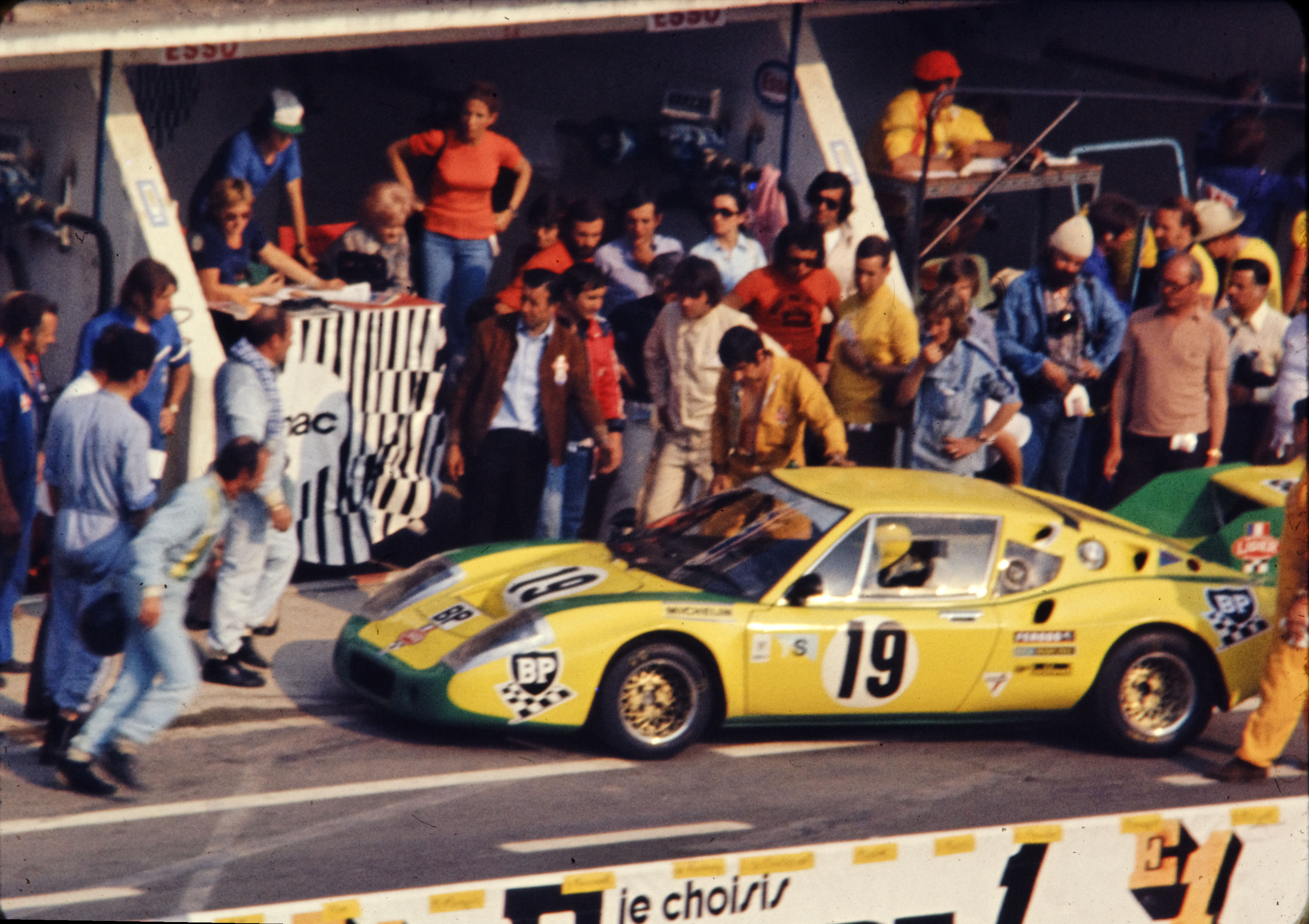
Alain Couderc im Ligier JS2 während eines Boxenstopps beim 24-Stunden-Rennen von Le Mans 1973

Alain Couderc (* 22. Juni 1947 in Bordeaux; † 13. April 2020 ebenda) war ein französischer Autorennfahrer.

## Karriere als Rennfahrer

### Monoposto
Die Monopostokarriere von Couderc begann 1973 in der Formel Renault, wo er bis 1978 im Eurocup aktiv blieb. 1973 wurde er auf einem Martini Mk11 hinter René Arnoux und Patrick Tambay Gesamtdritter der damals noch jungen Meisterschaft. 1974 (Gesamtsieger Didier Pironi) wurde er Gesamtsiebter und 1975 (Meister erneut René Arnoux) Gesamtachter dieser Meisterschaft. 
Neben Einsätzen in der französischen  Formel-3-Meisterschaft und der Formel-2-Europameisterschaft fuhr Couderc 1979 ein Rennen in der Aurora-AFX-Formel-1-Serie. Beim Rennen auf dem Circuit Paul Armagnac steuerte er einen AGS JH15, fiel jedoch nach einem Kupplungsschaden aus.

### Sportwagenrennen
Neben den Starts im Monoposto war Alain Couderc fünfmal beim 24-Stunden-Rennen von Le Mans am Start. Sein Debüt gab er 1973 für Automobiles Ligier auf einem JS2, der nach einem Motorschaden abgestellt werden musste. Teampartner war Jean-Pierre Paoli, mit dem er im Jahr darauf einen Ferrari 365 GTB/4 Competizione für das North American Racing Team fuhr. Beste Platzierung im Schlussklassement war der 16. Rang 1983 gemeinsam mit Pascal Fabre und Roger Dorchy im WM P83 von Welter Racing.

## Statistik

### Le-Mans-Ergebnisse
| Jahr | Team                       | Fahrzeug          | Teamkollege       | Teamkollege  | Platzierung | Ausfallgrund    |
| ---- | -------------------------- | ----------------- | ----------------- | ------------ | ----------- | --------------- |
| 1973 | Automobiles Ligier         | Ligier JS2        | Jean-Pierre Paoli |              | Ausfall     | Motorschaden    |
| 1974 | North American Racing Team | Ferrari 365 GTB/4 | Jean-Pierre Paoli |              | Ausfall     | Unfall          |
| 1982 | WM Esso                    | WM P82            | Guy Fréquelin     | Roger Dorchy | Ausfall     | Unfall          |
| 1983 | WM Secateva                | WM P83            | Pascal Fabre      | Roger Dorchy | Rang 16     |                 |
| 1984 | WM Secateva                | WM P83B           | Gérard Patté      | Roger Dorchy | Ausfall     | Getriebeschaden |

### Einzelergebnisse in der Sportwagen-Weltmeisterschaft
| Saison | Team                       | Rennwagen         | 1   | 2   | 3   | 4   | 5   | 6   | 7   | 8   | 9   | 10  | 11  |
| ------ | -------------------------- | ----------------- | --- | --- | --- | --- | --- | --- | --- | --- | --- | --- | --- |
| 1973   | Ligier                     | Ligier JS2        | DAY | VAL | DIJ | MON | SPA | TAR | NÜR | LEM | ZEL | WAT |     |
| 1973   | Ligier                     | Ligier JS2        |     |     |     |     | DNF |     |     |     |     |     |     |
| 1973   | North American Racing Team | Ferrari 365 GTB/4 | DAY | VAL | DIJ | MON | SPA | TAR | NÜR | LEM | ZEL | WAT |     |
| 1973   | North American Racing Team | Ferrari 365 GTB/4 |     |     |     |     | DNF |     |     |     |     |     |     |
| 1982   | Welter Racing              | WM P82            | MON | SIL | NÜR | LEM | SPA | MUG | FUJ | BRH |     |     |     |
| 1982   | Welter Racing              | WM P82            | DNF |     |     |     |     |     |     |     |     |     |     |
| 1983   | Welter Racing              | WM P83            | MON | SIL | NÜR | LEM | SPA | FUJ | KYA |     |     |     |     |
| 1983   | Welter Racing              | WM P83            | 16  |     |     |     |     |     |     |     |     |     |     |
| 1984   | Welter Racing              | WM P83            | MON | SIL | LEM | NÜR | BRH | MOS | SPA | IMO | FUJ | KYA | SAN |
| 1984   | Welter Racing              | WM P83            | DNF |     |     |     |     |     |     |     |     |     |     |